# Bitter Tears: Ballads of the American Indian
| 전문가 평가   | 전문가 평가 |
| 평가 점수     | 평가 점수   |
| 출처          | 점수        |
| ------------- | ----------- |
| AllMusic      | 4.5/별      |
| Rolling Stone | favourable  |

《Bitter Tears: Ballads of the American Indian》은 1964년 콘셉트 음반으로, 미국의 가수 조니 캐시가 컬럼비아 레코드에서 발매한 스물 번째 스튜디오 음반이다. 캐시가 쓴 몇 개의 미국 음반 중 하나이다. 이것은 미국 원주민의 역사와 그들의 문제에 초점을 맞춘다. 캐시는 그의 조상이 체로키족을 포함한다고 믿었는데, 이것은 부분적으로 그의 작품에 영감을 주었다. 두 사람은 세네카족과 피마족에 영향을 미치는 20세기 문제를 다룬다. 일부 라디오 방송국과 팬들에 의해 논란이 되고 거부된 것으로 간주되었다.
2014년에는 길리언 웰치, 데이비드 롤링스, 에밀루 해리스, 빌 밀러 등의 기부와 함께 《Look Again to the Wind: Johnny Cash's Bitter Tears Revisited》라는 헌정 음반이 발매되었다. 이것은 1960년대 캐시의 미국 원주민 테마 음반의 억압에 관한 다큐멘터리 영화의 이름이기도 했다. 2016년 2월과 11월 PBS에서 방송되었다.

## 반응
《Bitter Tears》와 싱글 1개는 성공적이었으며 음반은 2위로 올라섰고 〈The Ballad of Ira Hayes〉는 《빌보드》 핫 컨트리 싱글 차트 3위에 올랐다. 그러나 이것은 노력이 필요했다. 비록 이 곡은 《빌보드》 차트에서 빠르게 시작되었지만, 7주 후 이 곡은 10대 중반에 허우적거리고 있었다. 이후의 설명에 따르면, 미국 원주민의 주제를 강조함으로써 캐시는 그 시대의 논란이 되는 사회적 이슈와 격변기에 접어들었다고 한다. 그는 이 일에 저항했다.
"검열과 라디오 방송국, DJ, 팬들의 성난 반발에 직면한 캐시는 원주민을 대표해 목소리를 높인 것에 맞서 싸우기로 결정했다." 그는 1964년 8월 22일자 《빌보드》에 실린 전면광고에 대해, 일부 DJ와 프로그래머들을 아이라 헤이스 노래를 연주하지 않은 것에 대해 "거트리스"라고 부르며, 왜 그렇게 하기를 두려워하는지 물었다. 그는 그 문제를 해결하지 않고 내버려 두었다.
캐시는 아이라 헤이즈의 노래를 지원하기 위한 캠페인을 시작했는데, 미국 전역의 라디오 방송국에 1,000부 이상을 사서 보냈다. 9월 19일까지 이 곡은 《빌보드》 3위에 올랐다.

## 곡 목록
| #  | 제목                                | 작사·작곡       | 재생 시간 |
| -- | ----------------------------------- | --------------- | --------- |
| 1. | 〈As Long as the Grass Shall Grow〉 | 피터 라 파지    | 6:10      |
| 2. | 〈Apache Tears〉                    | 조니 캐시       | 2:34      |
| 3. | 〈Custer〉                          | 라 파지         | 2:20      |
| 4. | 〈The Talking Leaves〉              | 캐시            | 3:55      |
| 5. | 〈The Ballad of Ira Hayes〉         | 라 파지         | 4:07      |
| 6. | 〈Drums〉                           | 라 파지         | 5:04      |
| 7. | 〈White Girl〉                      | 라 파지         | 3:01      |
| 8. | 〈The Vanishing Race〉              | 캐시, 조니 호튼 | 4:02      |